# Cryptolepis eburnea
Cryptolepis eburnea là một loài thực vật có hoa trong họ La bố ma. Loài này được (Pichon) Venter mô tả khoa học đầu tiên năm 2001.